# SnatchBot
SnatchBot és una eina gratuïta dissenyada per a xarxes socials per a la creació de chatbot en plataforma cloud.
Fundada el 2015 per Henri Ben Ezra i Avi Ben Ezra, SnatchBot, és una de les noves empreses tecnològiques que neixen a Hertseliyya Pituach, Israel.
El juliol de 2017, Snatchbot va patrocinar la Cimera Chatbot celebrada a Berlín, Alemanya. El desembre de 2017, més de 30 milions d'usuaris finals s'havien compromès amb chatbots basats en la plataforma SnatchBot.
SnatchBot ajuda als usuaris a crear bots per Facebook Messenger, Skype, Slack, SMS, Twitter i altres plataformes de xarxes socials. SnatchBot també ofereix models gratuïts de processament de llenguatge natural. Amb l'ajuda de les eines Aprenentatge automàtic de la companyia, la plataforma permet la creació de chatbots que poden analitzar les intencions dels usuaris.